# Flocke
Flocke (prononcé en allemand : [ˈflɔkə]) est une femelle ours polaire née en captivité au zoo de Nuremberg à Nuremberg, en Allemagne, le 11 décembre 2007. Quelques semaines après sa naissance, elle fut retirée de sa mère après que des doutes furent émis au sujet de sa sécurité. Malgré la politique stricte de non-interférence du zoo avec ses animaux, les autorités du zoo décidèrent d'élever manuellement l'ourson. Cette décision est prise au moment où le zoo avait une image négative auprès des médias après une rumeur affirmant qu'une autre ourse polaire avait dévoré ses oursons nouveau-nés.
Comme Knut, un ours polaire né et élevé en captivité au zoo de Berlin, Flocke (« flocon » en allemand) est devenue un évènement médiatique. Après sa première apparition publique le 8 avril 2008, son nom devient une marque déposée du zoo et son image apparaît sur des jouets et publicités à travers la ville. Le zoo annonce en mai 2008 que le directeur général du Programme des Nations unies pour l'environnement Achim Steiner serait le parrain officiel de Flocke, dans l'espoir d'utiliser l'ourse en tant qu'ambassadrice pour encourager la sensibilisation aux problèmes du changement climatique. À la fin de l'année 2008, un ours polaire russe nommé Raspoutine est introduit dans l'enclos de Flocke dans l'espoir qu'elle puisse apprendre à socialiser auprès d'un membre de sa propre espèce. En avril 2010, les deux ours sont transférés au Marineland d'Antibes, dans le sud de la France.

## Enfance et controverses

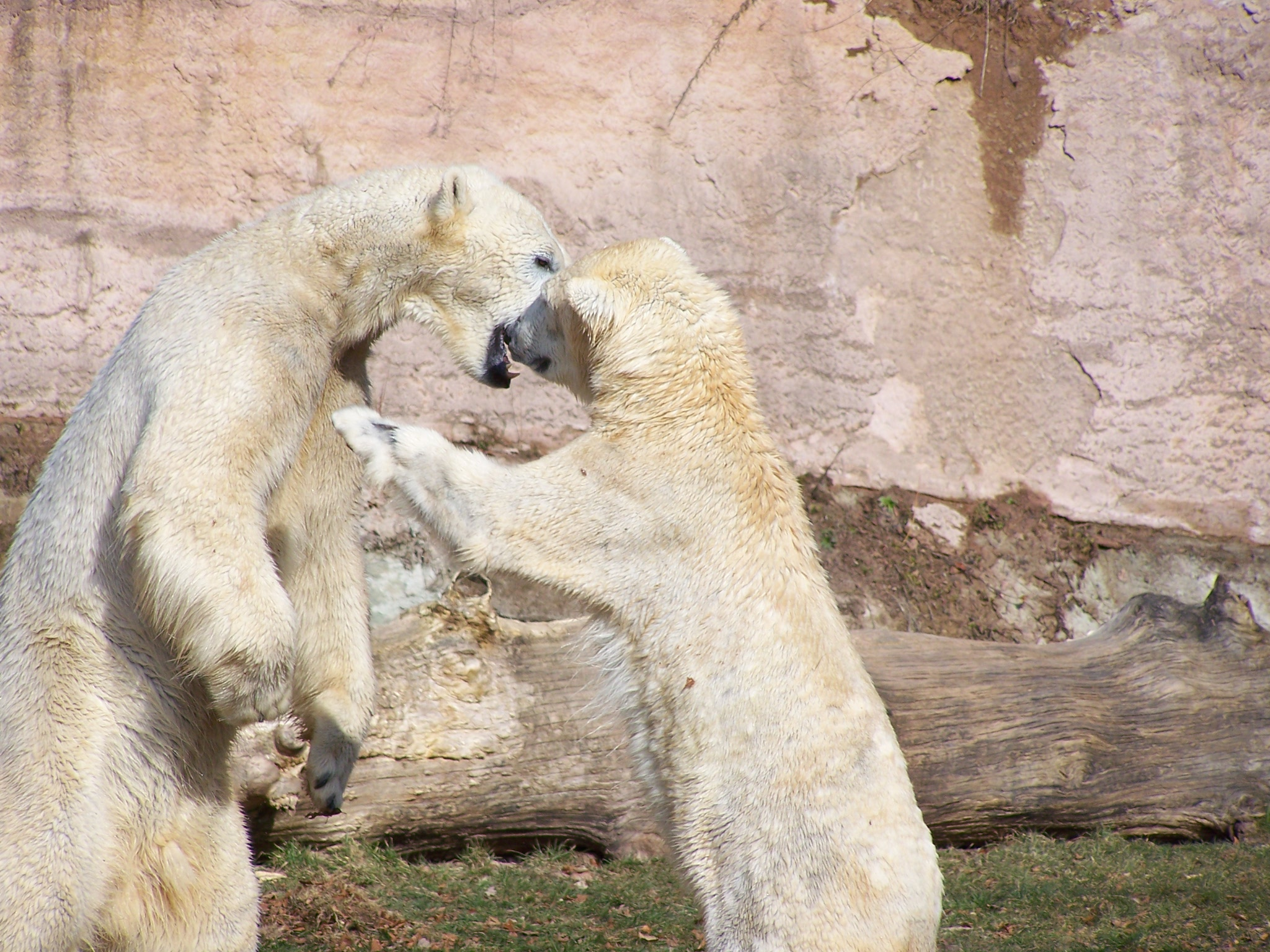
Felix et Vera, les parents de Flocke.

Flocke est née le 11 décembre 2007 au zoo de Nuremberg, de Vera (née en 2002 à Moscou) et de Félix (né en 2001 à Vienne). Félix s'était également accouplé avec la sœur de Vera, Vilma, qui avait donné naissance à deux oursons quelques semaines plus tôt en novembre. Les gardiens du zoo, en raison de la politique de non interférence stricte, ne peuvent pas déterminer exactement combien d'oursons sont nés. Le zoo ne souhaite pas créer un cirque médiatique similaire à celui qui entoure Knut, un ours polaire orphelin du Zoo de Berlin, devenu une célébrité internationale l'année précédente. Quelques jours après qu'il a réaffirmé sa politique de non interférence, le quotidien Bild publie un article demandant : « Pourquoi personne ne sauve les bébés Knuts du zoo de Nuremberg ? »
Au début de janvier, les gardiens de zoo remarquent que Vilma semble nerveuse: elle est vue en train de gratter frénétiquement sa mangeoire, et il n'y a aucune trace de ses oursons. On suppose qu'elle les a dévorés. Quand on lui en demande la raison, le directeur du zoo de Nuremberg Dag Encke établit qu'ils avaient du tomber malades. Dans leur habitat naturel, les ours polaires dévorent souvent leurs petits dans ce cas de figure. Le zoo fait rapidement face à de lourdes critiques à travers l'Allemagne, ainsi que dans les médias internationaux, pour avoir permis ce qui semble être la mort des oursons. Le directeur de la société allemande de protection des animaux affirme que le zoo a agi de manière irresponsable, et ajoute que « donner aux oursons une chance de vivre était une responsabilité éthique des gestionnaires. Utiliser l'argument de la « Nature » comme excuse pour être intervenus beaucoup trop tard était cynique et inapproprié. » Des visiteurs en colère se rassemblent devant l'enclos des ours, criant « Rabenmutter » (« Mauvaise mère ») à chaque fois que Vilma se montre.
Pendant ce temps, Vera est vue, sortant de son abri pour la première fois ; son seul ourson, de seulement quatre semaines, semble en bonne santé. Quelques jours après le choc médiatique qui avait suivi la disparition des oursons de Vilma, Vera commence à afficher une attitude étrange : elle transporte son ourson, encore sans nom, autour de l'enclos et le laisse tomber sur le sol rocheux de manière répétée. Inquiet pour la sécurité du petit, le zoo de Nuremberg prend une décision controversée : le retirer de sa mère et l'élever manuellement.

## Célébrité

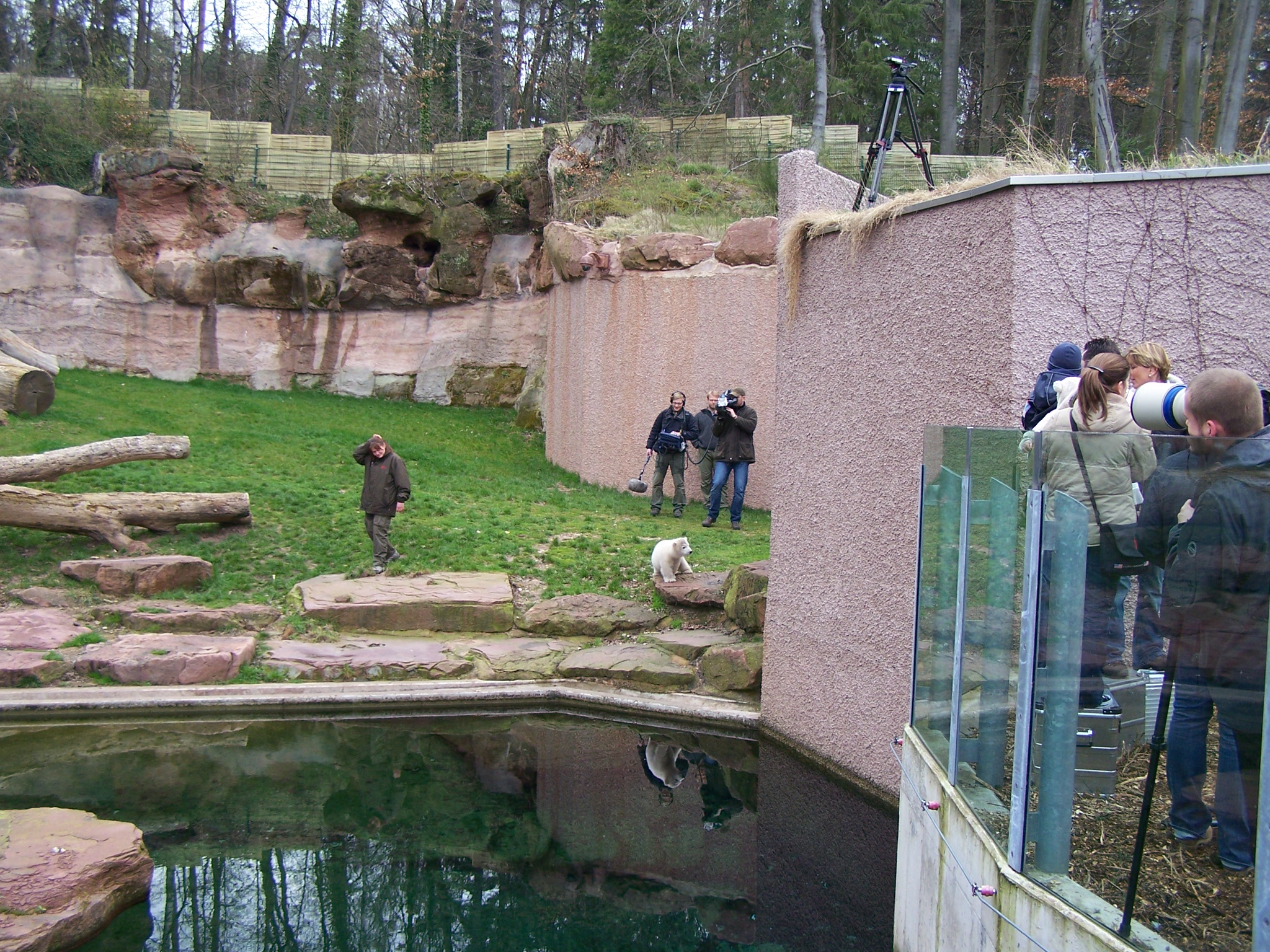
Des journalistes et visiteurs regardant Flocke jouer dans son enclos.

Moins d'une semaine après que l'ourson de Vera soit retiré de l'enclos des ours polaires, le zoo lui dédie un site internet. Il fournit des mises à jour régulières de son état de santé et de son développement, ainsi que des photos et vidéos exclusives. Le site internet accueille également un concours, durant lequel les fans peuvent voter pour le nom de l'ourson. Le nom officiel est annoncé le 18 janvier 2008 par le maire de Nuremberg, Ulrich Maly, et diffusé à la télévision en direct. Malgré le nombre imposant de suggestions envoyées par e-mail de par le monde (dont Stella, Knutschi, Sissi et Yuki Chan)), le zoo la nomme Flocke, mot allemand pour « flocon », comme dans « flocon de neige ». « Flocke », utilisé massivement par les médias avant qu'elle soit officiellement nommée, était le surnom donné à l'ourse par les gardiens de zoo, à cause de sa fourrure blanche.
La croissance de Flocke est suivie par les médias avec attention durant ses premiers mois. Quatre gardiens de zoo se relaient pour la nourrir avec un biberon de 140 millilitres de lait artificiel toutes les quatre heures et la nouvelle de ses yeux s'ouvrant pour la première fois fait les gros titres quelques jours avant qu'elle ne soit officiellement nommée. À cinq semaines, elle est appelée « madame Knut » par Bild, suggérant que les deux ours polaires nés en Allemagne s'accoupleraient quand ils seraient adultes. Durant sa croissance, le régime de Flocke s'enrichit avec de la nourriture pour chien, et on lui donne des os bouillis à mâcher quand elle atteint trois mois. Elle est bientôt emmenée à la piscine des débutants du zoo, pour s'entraîner à nager. Le zoo avait annoncé auparavant qu'il cherchait un autre ours polaire ou ours brun orphelin, pour l'élever en compagnie de Flocke, afin d'aider son développement.
Le 8 avril 2008, Flocke fait sa première apparition publique dans l'enclos des ours polaires qui était l'ancien foyer de Vilma, celle-ci ayant été déplacée vers un autre zoo. L'ourson de quatre mois est accueilli par plus de 160 journalistes et six équipes de télévision internationales lors de son premier jour. Pendant la première semaine, Flocke est montrée pendant des périodes courtes avec des pauses en milieu de journée. Prévoyant un pic de 20 000 visiteurs, le zoo construit devant l'enclos une plateforme d'observation, pouvant accueillir 500 personnes en même temps, mais la présence des visiteurs du zoo est initialement moins importante que prévu. Le zoo utilise un système de vidéotransmission et d'enregistrement des systèmes de sécurité Bosch afin de transmettre en direct des images de qualité de l'ourson, sur une paire d'écrans à un format de 1 200 mm de large. Ce système, qui comprend un écran à l'extérieur de l'enclos, est adopté afin d'aider le zoo à satisfaire les demandes de visiteurs voulant apercevoir Flocke.
En revanche, peu de temps après ses débuts, Flocke fait l'objet d'une controverse, lorsque le célèbre protecteur des animaux Jürgen Ortmüller, directeur du forum de protection des baleines et des dauphins, engage un avocat pour mettre fin à l'exploitation de l'ourse par le zoo de Nuremberg. Déclarant que l'exposition médiatique de Flocke aurait des effets néfastes, et que le zoo ne pensait qu'à gagner de l'argent, Ortmüller recrute un avocat réputé, Rolf Bossi, afin de le traduire en justice.

## Marketing
Peu de temps après le sauvetage de Flocke en janvier, la ville récupère les droits sur son nom. Un logo est créé par le zoo peu de temps après.Flocke est utilisée par une importante campagne de publicité à Nuremberg, dans laquelle elle est montrée avec la phrase « Knut war gestern » (Knut, c'était hier) sur des affiches de la région métropolitaine de la ville. Elles sont présentes sur de nombreux arrêts de bus et de train dans la ville.
Nommée la « fièvre de Flocke » par la presse (similaire à la Knutmania de l'année précédente), la popularité de l'ourson se développe début 2008. Son image est utilisée pour des jeux, agendas, peluches, DVD, cartes postales et autres objets. Le premier produit basé sur Flocke, un jeu de plateau sorti en février, est conçu par l'entreprise Noris-Spiele de Fürth, une unité de Georg Reulein GmbH & Co.KG. Le fabricant de jouets Steiff commence à vendre une gamme de peluches de Flocke le mois de mai suivant. Le bénéfice des produits dérivés revient au zoo et aux programmes de survie des espèces menacées.

## Suite de la vie publique

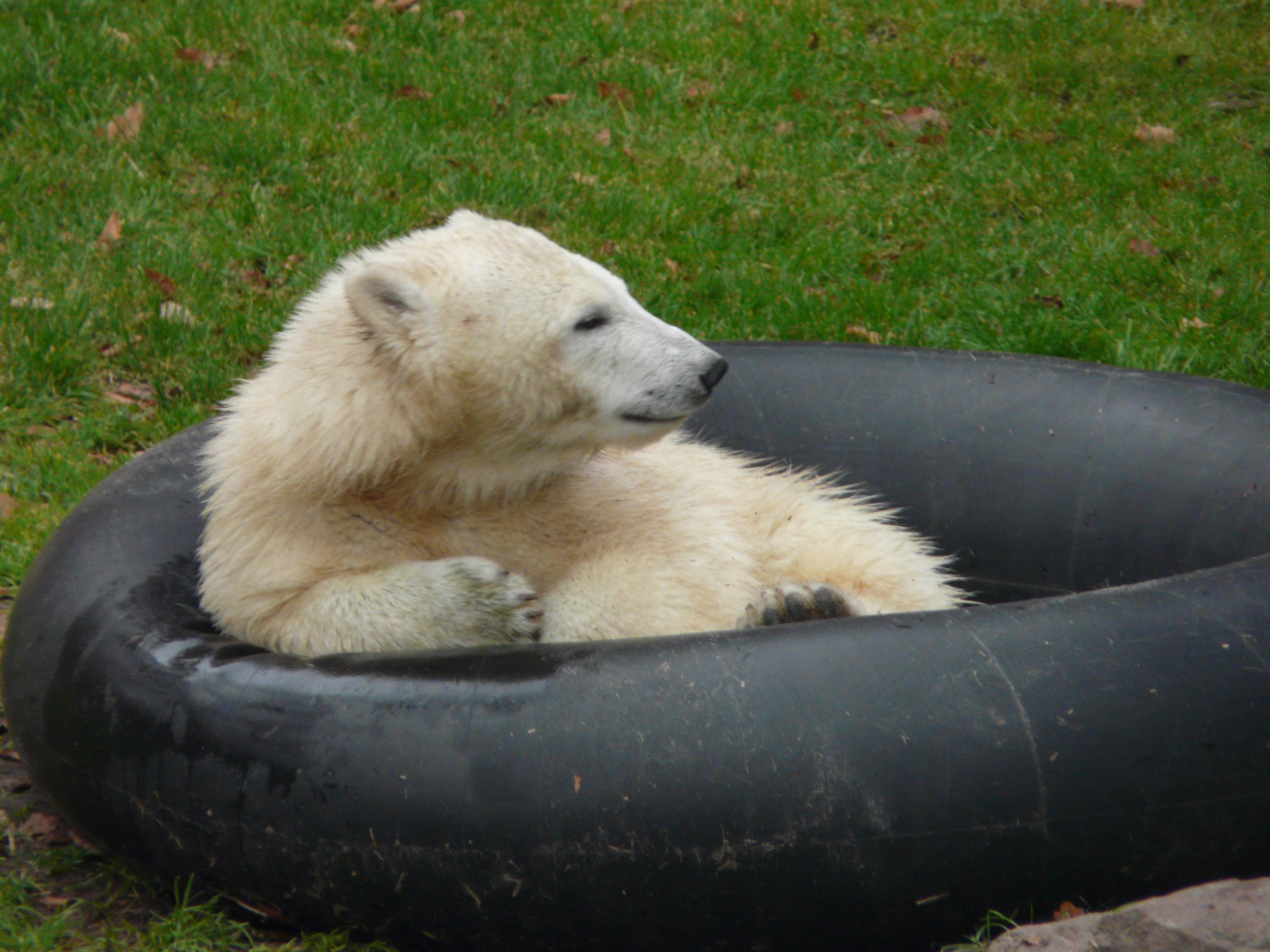
Flocke dans son enclos en octobre 2008.

En avril 2008, l'interaction humaine du zoo avec l'ourson diminue, dans l'espoir qu'un jour, elle pourrait coexister avec des membres de son espèce, et ne dépendrait pas des humains. Devenant plus indépendante vis-à-vis de ses gardiens, Flocke est observée jouant souvent d'elle-même, avec joie. On lui donne une « tétine » en plastique, similaire à un anneau de dentition, attachée aux barreaux de la porte de sa cage, pour qu'elle puisse téter en se reposant. Cela a pour conséquence de tordre le nez de l'ourson ; son museau conserve cette forme pendant quelque temps avant de revenir à la normale.
À l'âge de six mois, Flocke, dont le régime se compose pour l'essentiel d'un kilo de bœuf, de légumes assortis et d'un litre de lait pour chiot par jour, pèse 45 kg, un poids correct pour son développement. Le vétérinaire du zoo, Bernhard Neurohr, remarque sa gourmandise, observant que « Flocke aime beaucoup le raisin, le melon, le kiwi et les poires », avec une préférence particulière pour les bananes.
Achim Steiner, directeur général du Programme des Nations unies pour l'environnement, devient le parrain officiel de Flocke en mai 2008.
En juin 2008, une nouvelle campagne d'affichage est annoncée. Son but est de sensibiliser encore plus la population, quant à sa capacité individuelle à protéger le climat de la Terre. Sponsorisée par le zoo de Nuremberg, en coopération avec la région métropolitaine de Nuremberg, elle combine une affiche montrant Flocke et la phrase « Klimaschutz beginnt vor Ort » (« La protection climatique commence chez soi ») avec une brochure publiée par le zoo indiquant aux visiteurs comment réduire leurs émissions de gaz à effet de serre. En septembre, le zoo annonce que l'ourson, pensant maintenant 60 kg, n'aurait plus de pauses repas dans son étable, et resterait dans son enclos pendant la journée.

## Raspoutine et déplacement vers la France
En novembre 2008, la mère de Flocke, Véra, donne naissance à deux oursons du même père que Flocke, Félix. Alors que Véra est capable de s'occuper des oursons sans aide des soigneurs du zoo, le directeur Dag Encke estime que les oursons ont 50 pour cent de chances de survie. Trois semaines après l'annonce de leur naissance, les deux oursons meurent de cause naturelle à une semaine d'intervalle.
Un ourson mâle, nommé Raspoutine (Rasputin en allemand), est transféré de Moscou vers Nuremberg en décembre 2008 pour ce qui est censé être un séjour prolongé avant son transfert définitif vers le Zoo Aquarium de Madrid. L'ours, surnommé « Raspi » par les fans, qui doit rester en Allemagne pour seulement un an, partage l'enclos de Flocke. Le zoo espére que Raspoutine, qui, contrairement a Flocke, avait été élevé par sa mère, puisse lui apprendre comment interagir avec ceux de sa propre espèce. D'après un communiqué émis par la ville, les ours « s'entendaient parfaitement bien ».
Le 21 octobre 2009, la ville de Nuremberg annonce le déplacement prochain de Flocke et Raspoutine vers un enclos construit récemment au Marineland d'Antibes, situé à Antibes, en France, vers le début de l'année 2010. Étant donné la relation entre les deux ours, les responsables du Programme européen pour les espèces menacées décident que les deux ours resteront ensemble. L'enclos laissé vacant à Nuremberg est réservé aux parents de Flocke, Véra et Félix, dans l'espoir qu'ils aient d'autres oursons. Malgré les efforts désespérés de l'association pour les droits des animaux PETA pour empêcher le transfert jugé nuisible au bien-être de Flocke et de Raspoutine, les deux ours arrivent en France le 22 avril 2010. Le 26 novembre 2014, Flocke a donne naissance à son propre ourson, une femelle nommée Hope, conçue avec Raspoutine. En décembre 2019 Flocke donne naissance à trois nouveaux oursons issus de Raspoutine : deux mâles, Yuma et Indiana, et une femelle, Yala.